# LSU Museum of Art

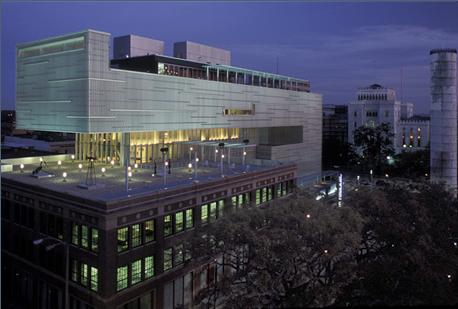
Das Shaw Center for the Arts, in dem sich auch das LSU Museum of Art seit 2005 befindet.

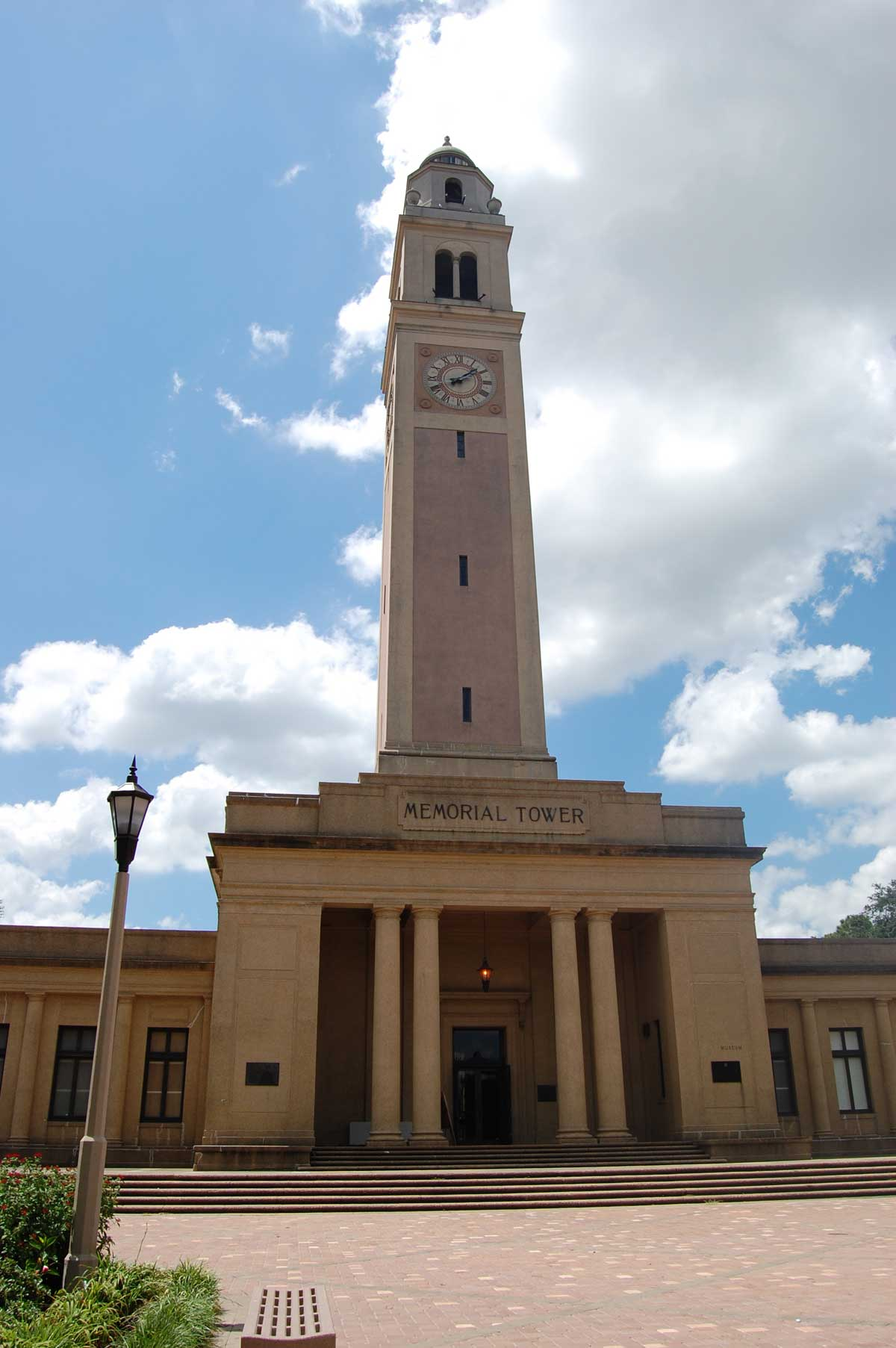
Im Memorial Tower öffnete das Museum 1962 erstmals fürs Publikum.

Das LSU Museum of Art ist ein 1959 gegründetes Kunstmuseum der Louisiana State University in Baton Rouge. Es handelt sich um das einzige Kunstmuseum der Hauptstadt des Bundesstaates Louisiana.
Die Gründung ging auf eine anonyme Schenkung an die Universität zurück, mit der britische und kontinentaleuropäische Einflüsse auf die frühe Kunst und Kultur im amerikanischen Süden sichtbar gemacht werden sollten. Es war ab 1962 in einem kleinen Museum mit Period Rooms im Memorial Tower der Louisiana State University dem Publikum zugänglich. Seit 2005 befindet es sich im Shaw Center for the Arts, in dem sich auch die LSU School of Art Gallery, das Laboratory for Creative Arts and Technology der LSU, das Manship Theatre und die Community School for the Arts des Arts Council of Greater Baton Rouge befinden. Dort verfügt es über 1200 Quadratmeter Ausstellungsfläche. Seit März 2016 wird auf rund 930 Quadratmetern die Kunst und Kultur des Bundesstaats Louisiana präsentiert. Die jährliche Besucherzahl beläuft sich auf rund 20.000.
Die Sammlung des Museums umfasst rund 6500 Objekte, darunter eine bedeutende Sammlung chinesischer Jade sowie eine der umfangreichsten Kollektionen von Kunst aus Louisiana. Daneben präsentiert es Wanderausstellungen regionaler, amerikanischer und europäischer Malerei und Bildhauerei, Kunstgewerbe, Graphiken und Photographie. Die Gemäldesammlung umfasst unter anderem die Werke Portrait of a Lady in a Black Gown von George Peter Alexander Healy, Funeral von Clementine Hunter, Farm in St. Tammany von Richard Clague sowie Porträts von Alfred Boisseau, Rembrandt Peale und Thomas Gainsborough und William Hogarth. Zur Sammlung zeitgenössischer Skulptur des LSU Museum of Art gehören unter anderem What it's to You Moby Dick This is Chicken Town von Dennis Cobb aus dem Jahr 1985 sowie die beiden 2009 geschaffenen Werke Device for Looking in von Jonathan Pelliterri und Baucis and Philemon von Paulo Dufour. Zur Graphiksammlung gehören unter anderem Werke von William Hogarth, John Tarrell Scott, Conrad Albrizio, Marie Adrian Persac und Caroline Wogan Durieux sowie japanische Farbholzschnitte. Darüber hinaus besitzt das Museum Photographien von Judith Cooper, C. C. Lockwood, Yousuf Karsh und A. J. Meek. In der Kunstgewerbesammlung ist insbesondere Newcomb College Pottery mit Arbeiten von unter anderem Pauline Wright Irby Nichols, Anna Frances Connor Simpson, Ireme Borden Keep und Gertrude Roberts Smith vertreten.

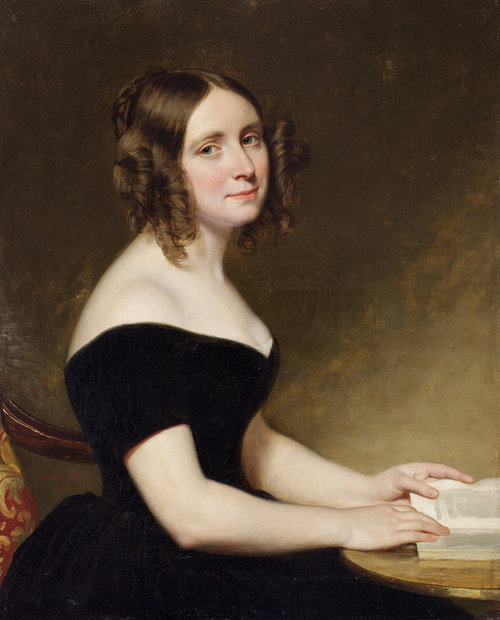
George Peter Alexander Healy, Portrait of a Lady in a Black Gown, Öl auf Leinwand, 81,3 × 65 cm, 1845.
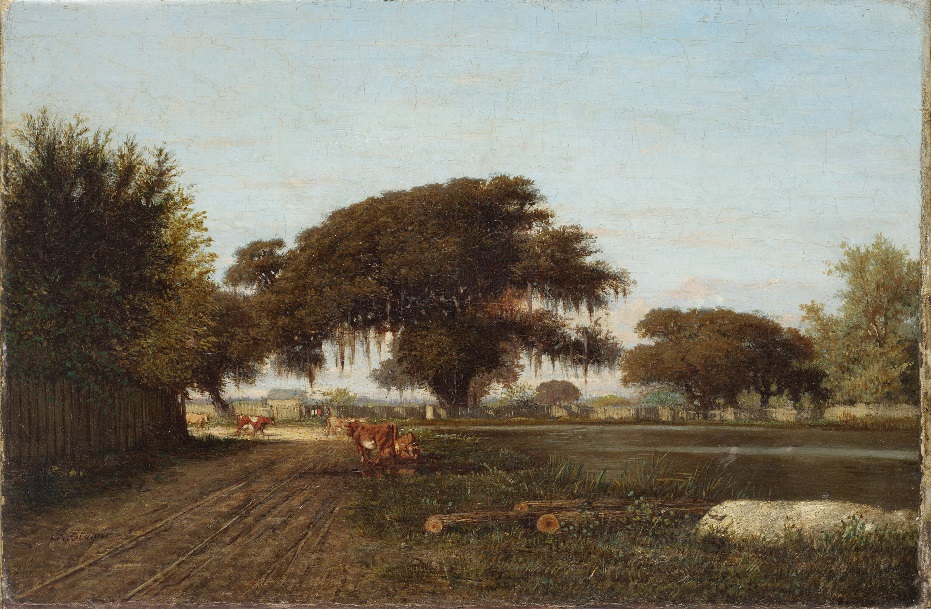
Richard Clague, Farm in St. Tammany, Öl auf Leinwand,  38,1 × 62,2 cm, 1851–1870.
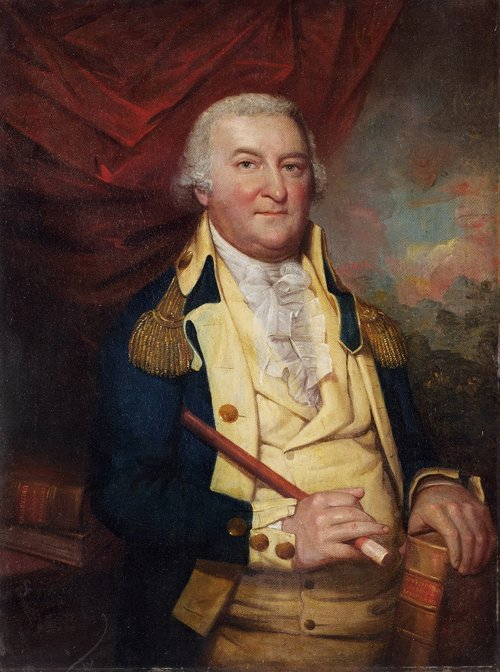
Rembrandt Peale, Portrait of Governor John Hoskins Stone of Maryland, Öl auf Leinwand, 91,4 × 68,6 cm, 1767.
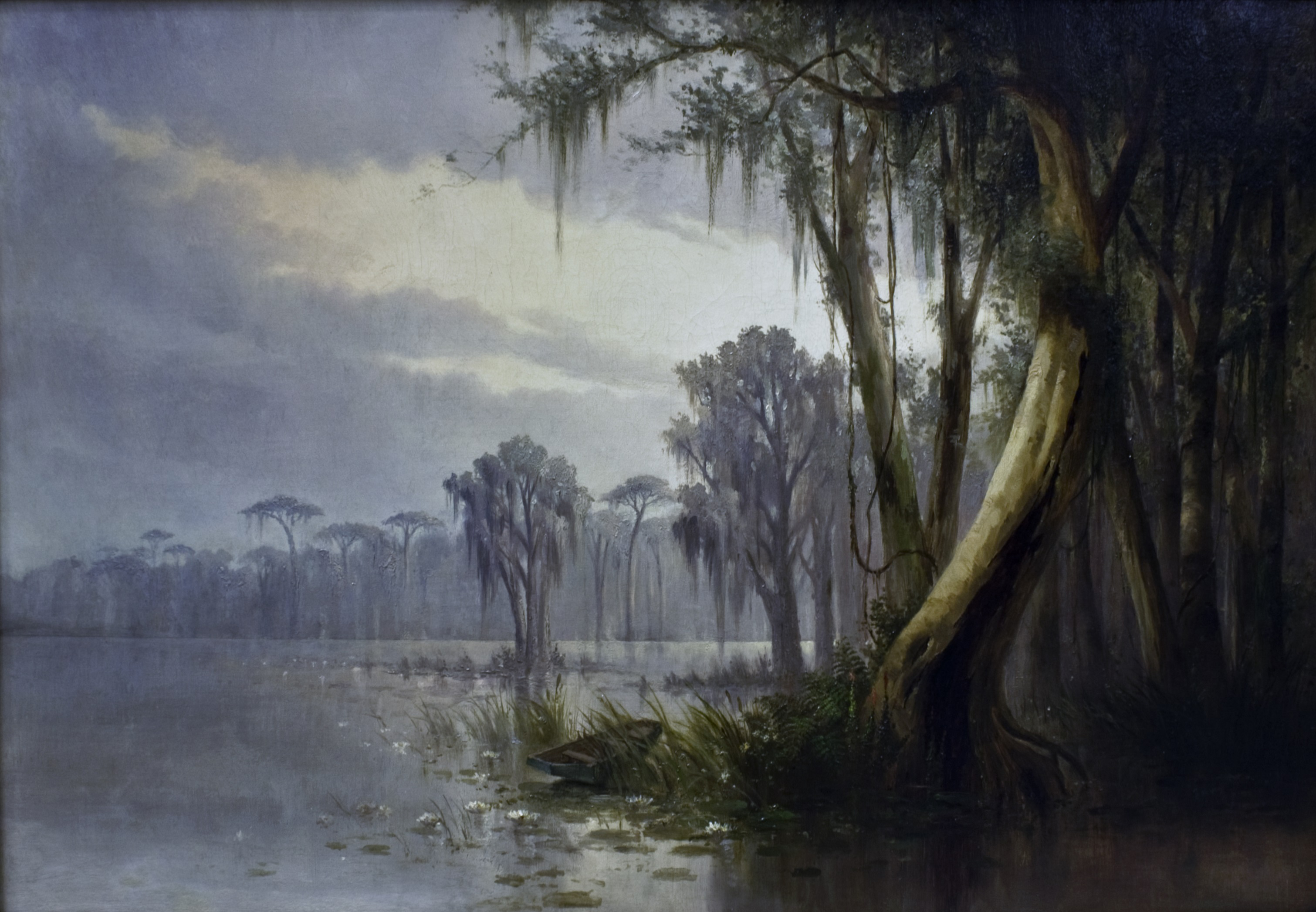
Joseph Rusling Meeker, After a Storm. Lake Maurepas, Öl auf Leinwand, 52 × 82 cm, 1888.

In den letzten Jahren wurde die Sammlung des LSU Museum of Art unter anderem um bis dahin unterrepräsentierte Positionen erweitert. So finanzierte The Winifred and Kevin P. Reilly Initiative for Underrepresented Artists Ankäufe von Werken, die von Afroamerikanern, Native Americans und LatinX, auch aufgrund ihrer Sexualität oder ihres Genders Diskriminierter, geschaffen wurden. Im Jahr 2020 etwa lag dabei der Fokus auf afroamerikanischen Künstlern wie During and After the Battle von Mario Moore und Cada Dia von Whitfield Lovell.